# 뒤죽박죽
뒤죽박죽(Topsy-Turvy)은 영국에서 제작된 마이크 리 감독의 1999년 영화이다. 짐 브로드벤트 등이 주연으로 출연하였고 시몬 차닝 윌리엄 등이 제작에 참여하였다.

## 출연

### 주연
- 짐 브로드벤트
- 알랜 코드너
- 레슬리 맨빌

### 조연
- 엘리너 데이비드
- 론 쿡
- 티모시 스폴
- 케빈 맥키드
- 마틴 세비지
- 셜리 헨더슨
- 웬디 노팅햄
- 조나단 아리스
- 도로시 앳킨슨

## 제작진
- 미술: 이브 스튜어트
- 의상: 린디 헤밍
- 배역: 니나 골드
- Ass-PD: 조지나 로우